# Károly Hornig
Pour les articles homonymes, voir Hornig.
Károly Hornig von Hornburg (né le 10 août 1840 à Buda en Hongrie, et mort le 9 février 1917 à Veszprém), est un cardinal hongrois de l'Église catholique du début du XXe siècle, créé par le pape Pie X.

## Biographie
Károly Hornig est recteur du séminaire de Budapest (1870-1878), chanoine et directeur de la chancellerie épiscopale d'Esztergom (1878-1888) et conseiller des ministères des cultes et de l'instruction publique (1882).
Hornig est élu évêque de Veszprém en 1888. Le pape Pie X le crée cardinal  lors du consistoire du 2 décembre 1912. Il participe au conclave de 1914, lors duquel Benoît XV est élu pape. C'est Hornig, qui couronne le roi Károl I et la reine Zita de Hongrie en décembre 1916.